# ضدآندروژن استروئیدی
ضدآندروژن استروئیدی (به انگلیسی: Steroidal antiandrogen) به صورت مخفف (SAA) یک ضدآندروژن با ساختار شیمیایی استروئیدی است. این ترکیبات معمولاً آنتاگونیست گیرنده آندروژن (AR) هستند که هم از طریق مسدود کردن اثرات آندروژن‌هایی مانند تستوسترون و دی‌هیدروتستوسترون (DHT) و هم با سرکوب تولید آندروژن غده جنسی عمل می‌کنند. SAAها غلظت تستوسترون را از طریق شبیه‌سازی مهار بازخورد منفی هیپوتالاموس کاهش می‌دهند. SAA در درمان شرایط وابسته به آندروژن در مردان و زنان استفاده می‌شود. همچنین در دامپزشکی برای همین منظور استفاده می‌شود. این داروها برعکس ضدآندروژن‌های غیراستروئیدی (NSAAs) هستند که ضدآندروژن‌هایی استروئیدی نبوده و از نظر ساختاری با تستوسترون ارتباطی ندارند.

## مصارف پزشکی
SAAها در پزشکی بالینی برای موارد زیر استفاده می‌شوند:
- سرطان پروستات در مردان
- هایپرپلازی خوش‌خیم پروستات در مردان
- بیماری‌های پوست و مو وابسته به آندروژن مانند آکنه، مردمویی،[۷] سبوره، و ریزش موی آندروژنیک در زنان
- هیپرآندروژنیسم، مانند سندرم تخمدان پلی‌کیستیک یا هیپرپلازی مادرزادی آدرنال، در زنان
- به عنوان یکی از ترکیبات هورمون درمانی برای زنان ترنس[۸][۹]
- بلوغ زودرس در پسران
- بیش‌فعالی جنسی و انحرافات جنسی در مردان و مجرمان جنسی
- پریاپیسم در مردان

### شکل‌های موجود
| نام ژنریک | کلاس      | نوع                     | نام‌های تجاری       | نوع تجویز      | نخستین عرضه | وضعیت    | بازدیدها  |
| --- | --------- | ----------------------- | ------------------ | -------------- | ----------- | -------- | --------- |
| Abiraterone acetate | استروئیدی | مهارکننده سنتز آندروژن  | زیتیگا             | خوراکی         | ۲۰۱۱        | در دسترس | ۵۲۳۰۰۰    |
| Allylestrenol | استروئیدی | پروژستین                | گستانین، پرسلین    | خوراکی         | ۱۹۶۱        | موجود ب  | ۶۱۸۰۰     |
| کلرمادینون استات | استروئیدی | پروژستین؛ آنتاگونیست AR | بلارا، پروستال     | خوراکی         | ۱۹۶۵        | در دسترس | ۲۲۰۰۰۰    |
| سیپروترون استات | استروئیدی | پروژستین؛ آنتاگونیست AR | آندروکور، دایان    | خوراکی، IM     | ۱۹۷۳        | در دسترس | ۴۶۱۰۰۰    |
| Delmadinone acetate | استروئیدی | پروژستین؛ آنتاگونیست AR | تاردک              | دامپزشکی       | ۱۹۷۲        | دامپزشکی | ۴۲۶۰۰     |
| Gestonorone caproate | استروئیدی | پروژستین                | دپوستات، پریموستات | IM             | ۱۹۷۳        | موجود ب  | ۱۱۹۰۰۰    |
| Hydroxyprogesterone caproate | استروئیدی | پروژستین                | دلالوتین، پرولوتون | IM             | ۱۹۵۴        | در دسترس | ۱۰۸۰۰۰    |
| Medroxyprogesterone acetate | استروئیدی | پروژستین                | پروورا، دپو پروورا | خوراکی، IM، SC | ۱۹۵۸        | در دسترس | ۱٬۲۵۰٬۰۰۰ |
| مژسترول استات | استروئیدی | پروژستین؛ آنتاگونیست AR | مگاسی              | خوراکی         | ۱۹۶۳        | در دسترس | ۲۵۳۰۰۰    |
| Osaterone acetate | استروئیدی | پروژستین؛ آنتاگونیست AR | یپوزن              | دامپزشکی       | ۲۰۰۷        | دامپزشکی | ۸۷۶۰۰     |
| Oxendolone | استروئیدی | پروژستین؛ آنتاگونیست AR | پروستتین، روکسنون  | IM             | ۱۹۸۱        | موجود ب  | ۳۶۱۰۰     |
| اسپیرونولاکتون | استروئیدی | آنتاگونیست AR           | آلداکتون           | خوراکی، موضعی  | ۱۹۵۹        | در دسترس | ۳٬۰۱۰٬۰۰۰ |
| پی‌نوشت‌ها: a = بازدیدها = بازدیدهای جستجوی گوگل (از فوریه ۲۰۱۸). b = دسترسی محدود/عمدتاً متوقف شده است. کلاس: استروئیدی = ضدآندروژن استروئیدی. غیراستروئیدی = ضدآندروژن غیراستروئیدی. منابع: به مقاله‌های جداگانه مراجعه کنید. |           |                         |                    |                |             |          |           |

## برای مطالعهٔ بیشتر
- Akakura K, Furuya Y, Ito H (August 1998). "[Steroidal and nonsteroidal antiandrogens: chemical structures, mechanisms of action and clinical applications]". Nippon Rinsho (به ژاپنی). 56 (8): 2124–8. PMID 9750520.
- Migliari R, Muscas G, Murru M, Verdacchi T, De Benedetto G, De Angelis M (December 1999). "Antiandrogens: a summary review of pharmacodynamic properties and tolerability in prostate cancer therapy". Arch Ital Urol Androl. 71 (5): 293–302. PMID 10673793.
- Singh SM, Gauthier S, Labrie F (2000). "Androgen receptor antagonists (antiandrogens): structure-activity relationships". Curr. Med. Chem. 7 (2): 211–47. doi:10.2174/0929867003375371. PMID 10637363.
- Schröder, Fritz H.; Radlmaier, Albert (2009). "Steroidal Antiandrogens".  In V. Craig Jordan; Barrington J. A. Furr (eds.). Hormone Therapy in Breast and Prostate Cancer. Humana Press. pp. 325–346. doi:10.1007/978-1-59259-152-7_15. ISBN 978-1-60761-471-5.